# Logede (Pejagoan)
Logede is een bestuurslaag in het regentschap Kebumen van de provincie Midden-Java, Indonesië. Logede telt 3019 inwoners (volkstelling 2010).